# Leopaard CS9
| Sterne im C-NCAP-Crashtest (2018) |

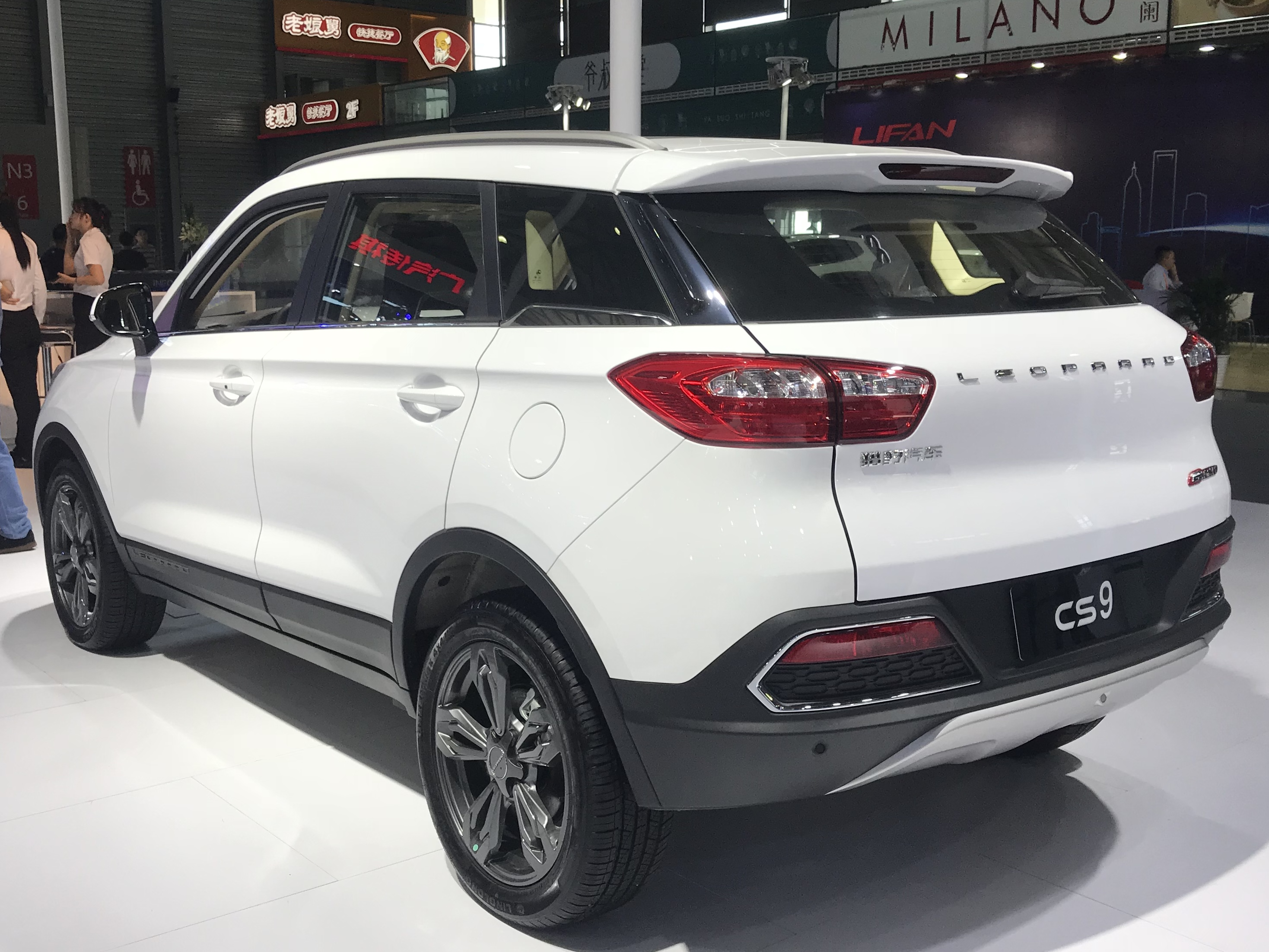
Heckansicht

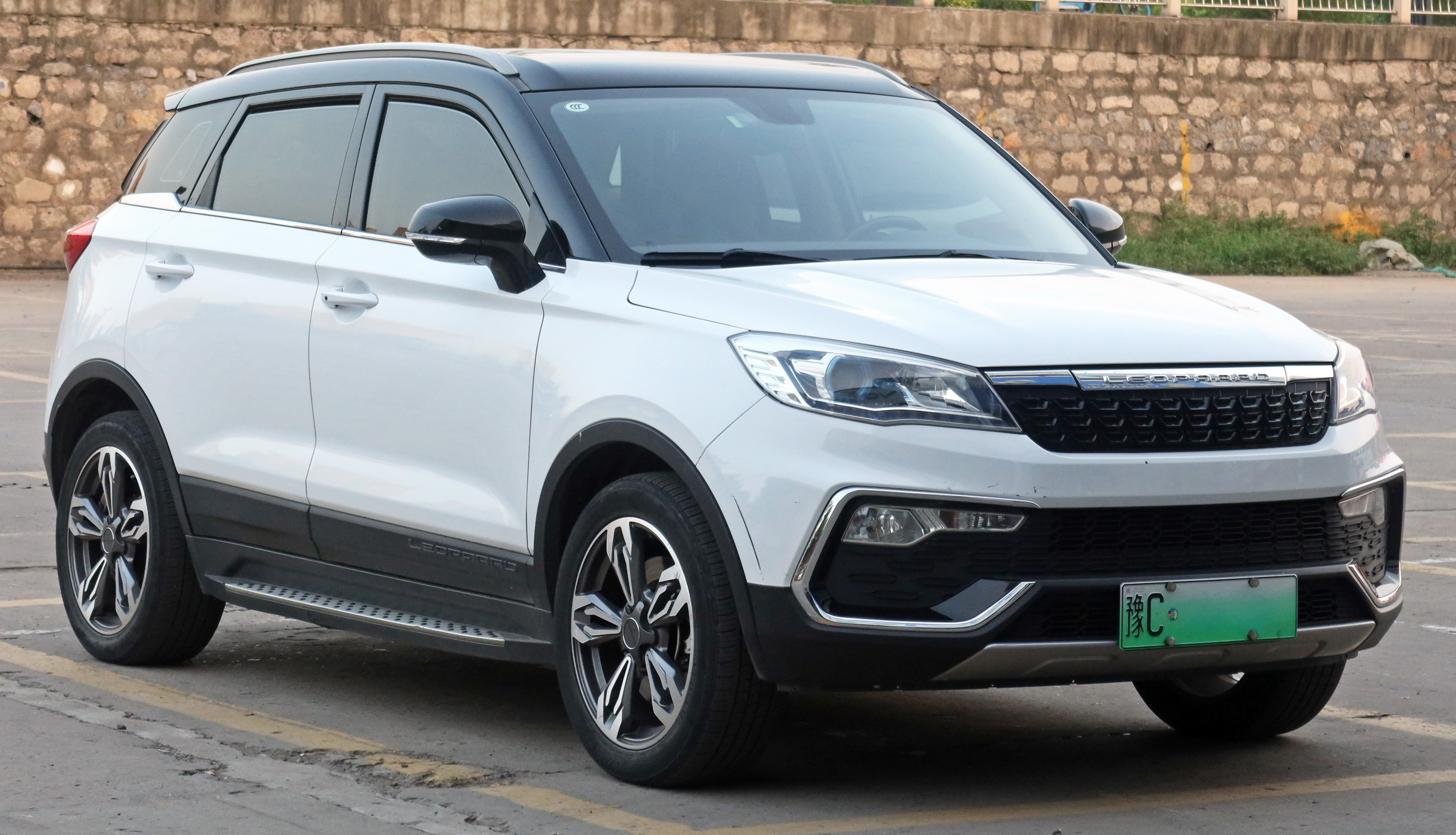
Leopaard CS9 EV (2017–2020)

Der Leopaard CS9 ist ein Kompakt-SUV der zum chinesischen Automobilhersteller GAC Changfeng Motor gehörenden Marke Leopaard. "Hunan Leopaard Motors" sowie "Changfeng Motor Changsha Leopaard Automobile Co., Ltd." sind dabei Tochtergesellschaften von "GAC Changfeng Motor", die mit der Produktion des "Leopaard CS9" befasst waren. Das SUV war unter dem bereits 2015 eingeführten Leopaard CS10 positioniert.

## Modellentwicklung
Das Fahrzeug debütierte als Konzeptfahrzeug CS9 concept auf der Beijing Auto Show im April 2016. Das Serienmodell wurde in China ab April 2017 verkauft.
Ab Dezember 2017 wurde der CS9 auch mit einem Elektromotor verkauft. Wie wohl die meisten Leopaard-Modelle, lief auch die Elektroantriebsvariante des CS9 in Changsha vom Band. Sie hat im März 2019 in Gestalt des "Leopaard CS9 EV360" ein Upgrade erfahren, bei der die Ladekapazität der Antriebsbatterie gegenüber der initialen Elektroantriebsvariante etwas vergrößert wurde.

## Technische Daten
Angetrieben wird der CS9 von einem 83 kW (113 PS) starken 1,5-Liter-Ottomotor oder einem aufgeladenen 1,5-Liter-Ottomotor mit 110 kW (150 PS) von Mitsubishi Motors. Serienmäßig hat das SUV ein 5-Gang-Schaltgetriebe, die stärkere Variante ein 6-Gang-Schaltgetriebe. Optionalwar für beide Motoren ein stufenloses Getriebe erhältlich. Das Kompakt-SUV verfügt über Vorderradantrieb, Allradantrieb war nicht erhältlich.
|                                             | 1.5                       | 1.5T                      | EV                        | EV360                     |
| Bauzeitraum                                 | 04/2017–12/2020           | 12/2017–12/2020           | 12/2017–03/2019           | 03/2019–12/2020           |
| Motorkenndaten                              |                           |                           |                           |                           |
| Motortyp                                    | R4-Ottomotor              | R4-Ottomotor              | Elektromotor              | Elektromotor              |
| Motoraufladung                              | —                         | Turbolader                | —                         | —                         |
| Hubraum                                     | 1499 cm³                  | 1499 cm³                  | —                         | —                         |
| max. Leistung bei min−1                     | 83 kW (113 PS) / 6000     | 110 kW (150 PS) / 5500    | 90 kW (122 PS)            | 90 kW (122 PS)            |
| max. Drehmoment bei min−1                   | 141 Nm / 4000             | 210 Nm / 2000–4500        | 260 Nm / ?                | 260 Nm / ?                |
| Kraftübertragung                            |                           |                           |                           |                           |
| Antrieb                                     | Vorderradantrieb          | Vorderradantrieb          | Vorderradantrieb          | Vorderradantrieb          |
| Getriebe, serienmäßig                       | 5-Gang-Schaltgetriebe     | 6-Gang-Schaltgetriebe     | 1-Gang-Reduktionsgetriebe | 1-Gang-Reduktionsgetriebe |
| Getriebe, optional                          | (Stufenloses Getriebe)    | (Stufenloses Getriebe)    | —                         | —                         |
| Messwerte                                   |                           |                           |                           |                           |
| Höchstgeschwindigkeit                       | 165 km/h (165 km/h)       | 175 km/h (175 km/h)       | 130 km/h                  | 130 km/h                  |
| Beschleunigung, 0–100 km/h                  | 15,0 s (15,0 s)           | 15,0 s (15,0 s)           | 15,4 s                    | circa 15,2 s              |
| Leergewicht                                 | 1378 kg (1399 kg)         | 1434 kg (1443 kg)         | 1645 kg                   | 1610 kg                   |
| Kraftstoffverbrauch auf 100 km (kombiniert) | 6,5 l Super (6,8 l Super) | 7,3 l Super (7,5 l Super) | —                         | —                         |
| Tankinhalt / Ladekapazität                  | 44 l                      | 44 l                      | 48,18 kWh                 | 50,58 kWh                 |

- Werte in runden Klammern gelten für Modell mit stufenlosem Getriebe.